# Alpaida bicornuta
Alpaida bicornuta es una especie de araña tejedora de orbe del género Alpaida, de la familia Araneidae, orden Araneae. Fue descrita por Taczanowski en 1878.
Se distribuye por América: desde Costa Rica hasta Argentina. Fue publicada en Les Aranéides du Pérou central. Horae Societatis Entomologicae Rossicae 14: 140-, 175.